# بالگردگاه منهتن جنوبی
بالگردگاه منهتن جنوبی (به انگلیسی: Downtown Manhattan Heliport) یک فرودگاه همگانی بهره‌برداری هوایی با کد یاتا JRB است. این فرودگاه در شهر نیویورک کشور ایالات متحده آمریکا قرار دارد و در ارتفاع ۲ متری از سطح دریا واقع شده‌است.